# Gmina Fredensborg-Humlebæk
Gmina Fredensborg-Humlebæk (duń. Fredensborg-Humlebæk Kommune) była w latach 1970-2006 (włącznie) jedną z gmin w Danii w okręgu Frederiksborg Amt. 
Siedzibą władz gminy było miasto Fredensborg. Gmina Fredensborg-Humlebæk została utworzona 1 kwietnia 1970 na mocy reformy podziału administracyjnego Danii. Po kolejnej reformie w 2007 r. weszła w skład gminy Fredensborg.

## Dane liczbowe
- Liczba ludności: (♀ 9767 + ♂ 10 257) = 20 024
  - wiek 0-6: 9,0%
  - wiek 7-16: 14,2%
  - wiek 17-66: 63,8%
  - wiek 67+: 13,0%
- zagęszczenie ludności: 278,1 osób/km² (2004)
- bezrobocie: 4,1% osób w wieku 17-66 lat
- cudzoziemcy z UE, Skandynawii i USA: 233 na 10 000 osób
- cudzoziemcy z krajów Trzeciego Świata: 248 na 10 000 osób
- liczba szkół podstawowych: 6 (liczba klas: 117)